# Padenia acutifascia
Padenia acutifascia là một loài bướm đêm thuộc phân họ Arctiinae, họ Erebidae.